# جون كليمنت فيتزباتريك
جون كليمنت فيتزباتريك (بالإنجليزية: John Clement Fitzpatrick)‏ هو أمين مكتبة ومؤرخ أمريكي، ولد في 10 أغسطس 1876 في واشنطن العاصمة في الولايات المتحدة، وتوفي في 10 فبراير 1940.